# Kapingamarangi (atol)

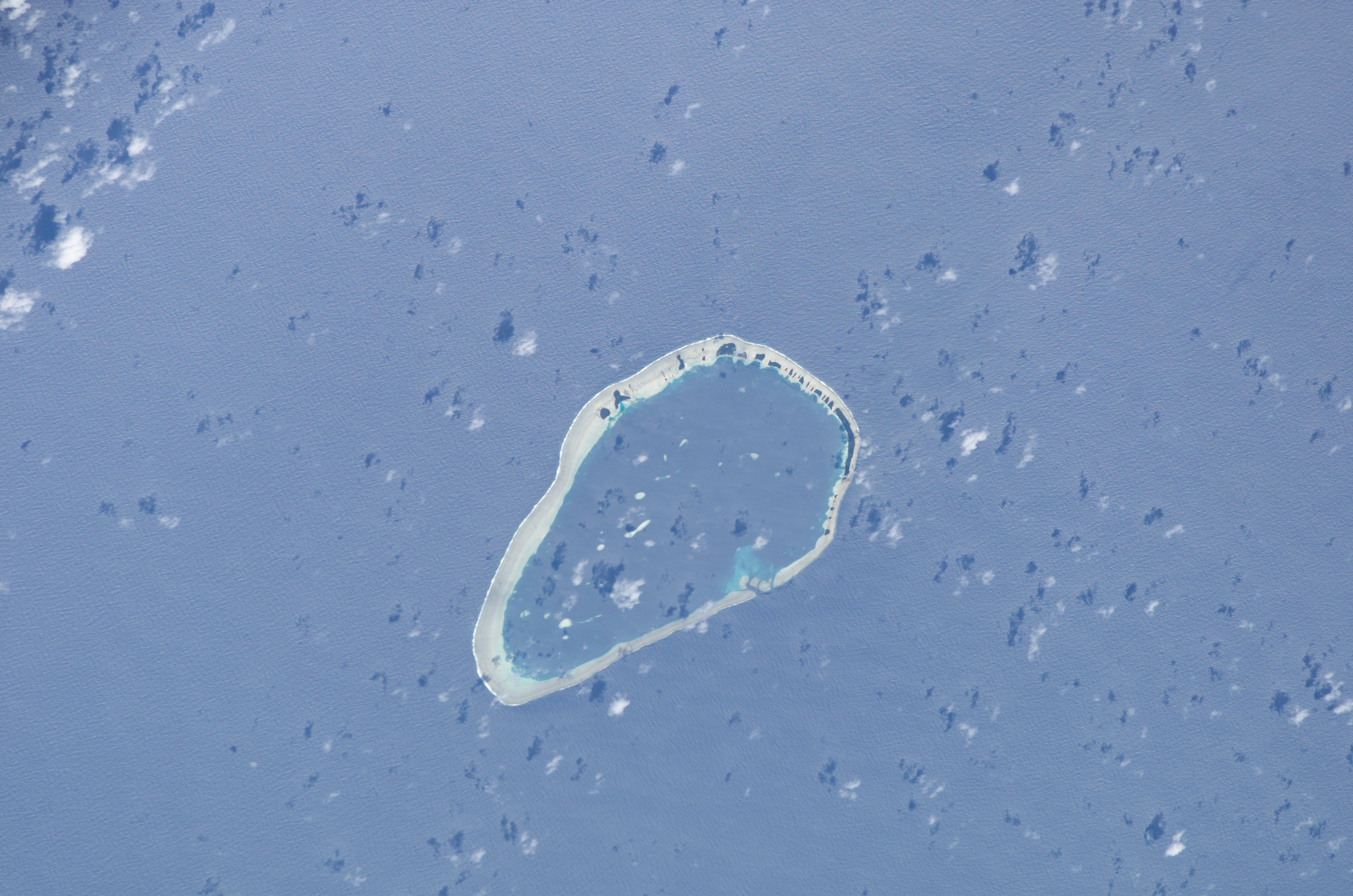
Luchtfoto van Kapingamarangi.

Kapingamarangi is een atol en gemeente in de deelstaat Pohnpei in de Oceanische eilandengroep Micronesia. Het is veruit het zuidelijkste atol en eiland, en ligt 740 kilometer van de deelstaat Pohnpei.

## Demografie
Op Kapingamarangi wonen ongeveer 500 mensen (census 2007) en de totale oppervlakte is 74 km². De bevolking van Kapingamarangi haalt haar inkomen uit de visserij en spreekt de taal die dezelfde naam draagt als het atol, het Kapingamarangi.
Kapingamarangi · Kitti · Kolonia · Madolenihmw · Mokil · Nett · Ngatik · Nukuoro · Oroluk · Pingelap · Sokehs · U · Sapwalap
- Gemeinsame Normdatei: 4392050-0
- Library of Congress Control Number: sh85071555
- Nationale Bibliotheek van Israël: 987007541189005171
- Virtual International Authority File: 243167636